# Cao Đăng Chiếm
Cao Đăng Chiếm (1921-2007) là một chính khách và là sĩ quan an ninh cao cấp Việt Nam. Ông từng là Ủy viên Ban Chấp hành Trung ương Đảng Cộng sản Việt Nam, Thứ trưởng Thường trực Bộ Nội vụ (nay là Bộ Công an), hàm Thượng tướng Công an nhân dân Việt Nam.

## Hoạt động trước 1975
Ông sinh ngày 1 tháng 12 năm 1921, nguyên quán tại làng Mỹ Quý (nay là xã Nhị Quý), huyện Cai Lậy, tỉnh Mỹ Tho (nay là tỉnh Tiền Giang). Bắt đầu tham gia hoạt động chính trị từ năm 1944, ông có nhiều bí danh như Cao Lê, Nam Hưng, Năm Quế, Sáu Hoàng, Bảy Chiếm.
Tháng 8 năm 1945, ông tham gia Tổng khởi nghĩa cướp chính quyền, được giao nhiệm vụ chiếm giữ và treo Quốc kỳ tại Dinh Thống đốc Nam Kỳ. Sau đó ông giữ chức vụ Phó giám đốc Sở Công an Nam bộ kiêm Trưởng ty Công an thành phố Sài Gòn - Gia Định. Ngày 29 tháng 12 năm 1946, ông được kết nạp vào Đảng Cộng sản Đông Dương. Tháng 4 năm 1947, ông được cử tham gia Thành ủy Sài Gòn (sau là Đặc khu Sài Gòn - Gia Định).
Từ năm 1950 đến 1954, ông là Giám đốc Công an Liên phân khu miền Đông Nam Bộ. Từ tháng 10 năm 1954 đến tháng 12 năm 1959, ông được phân công công tác tại Ban Địch tình Xứ ủy Nam bộ, tiếp cận bảo vệ Bí thư Xứ ủy Nam bộ Lê Duẩn.
Tháng 7 năm 1960, Xứ ủy Nam Bộ ra Chỉ thị số 01 thành lập Ban Bảo vệ an ninh Xứ ủy, ông Phạm Thái Bường, Xứ ủy viên phụ trách. Ông được phân công làm Phó trưởng ban. Đến tháng 8 năm 1962, Trung ương Cục miền Nam thành lập Ban An ninh Trung ương Cục miền Nam trên cơ sở Ban bảo vệ an ninh Xứ ủy Nam Bộ, do ông Phan Văn Đáng, Thường vụ Trung ương Cục làm Trưởng ban. Ông được phân công làm Phó trưởng ban, kiêm Trưởng ban an ninh Sài Gòn - Gia Định (còn gọi là Ban an ninh T4)

## Hoạt động sau 1975
Tháng 4 năm 1975, ông tham gia tiếp nhận sự đầu hàng của nội các Sài Gòn do Tổng thống Việt Nam Cộng hòa Dương Văn Minh đứng đầu. Sau đó, ông được phân công giữ chức vụ Phó Chủ tịch Thường trực Ủy ban Quân quản Sài Gòn - Gia Định, phụ trách an ninh, nội chính, trực tiếp phụ trách đoàn cán bộ tiếp quản các cơ quan chính quyền của Việt Nam Cộng hòa.
Tháng 2 năm 1976, ông giữ chức vụ Phó trưởng ban đại diện Bộ Nội vụ (nay là Bộ Công an) tại miền Nam. Ngày 18 tháng 9 năm 1976, Thủ tướng Phạm Văn Đồng ký quyết định bổ nhiệm ông giữ chức Thứ trưởng. Trên cương vị này, ông là người chỉ huy kế hoạch phản gián CM12
Ông được bầu là Ủy viên Dự khuyết Ban Chấp hành Trung ương Đảng Cộng sản Việt Nam tại Đại hội Đảng toàn quốc lần thứ IV của Đảng Cộng sản Việt Nam tháng 12 năm 1976. Năm 1978, ông được bầu làm Ủy viên chính thức. Ông tái đắc cử ở 2 khóa tiếp theo V và VI.
Từ năm 1986 đến khi nghỉ hưu vào năm 1991, đồng chí Cao Đăng Chiếm là Thứ trưởng Thường trực Bộ Nội vụ. Năm 1989, ông được Nhà nước phong hàm Thượng tướng An ninh nhân dân không qua các cấp bậc trung gian.
Ông qua đời ngày 10 tháng 12 năm 2007 tại Bệnh viện 30 tháng 4, Bộ Công an, hưởng thọ 87 tuổi.

## Danh hiệu
- Huân chương Độc lập hạng Nhất.
- Huân chương Kháng chiến hạng Nhất.
- Huân chương Quân công hạng Nhất.
- Huân chương Chiến công hạng Nhất.
- Huân chương Kháng chiến chống Mỹ cứu nước hạng Nhất.
- Anh hùng lực lượng vũ trang nhân dân
- Huy chương Vì An ninh Tổ quốc.
- Huy hiệu 60 năm tuổi Đảng.

## Gia đình
Con trai ông là Thiếu tướng Cao Đăng Hưng (1966), nguyên là Phó Cục Trưởng Cục Quản trị, Tổng cục Kỹ thuật - Hậu cần, Bộ Công an. Từ 20/8/2018 là Phó Giám đốc Công an TP.Hồ Chí Minh. 